# トニー・アレス
トニー・アレス（Tony Aless、1921年8月28日 - 1988年1月11日）は、アメリカ合衆国のジャズ・ピアニスト。

## 略歴
アレスは、1930年代後半にバニー・ベリガンと、1940年代前半にジョニー・マクギー、テディ・パウエル、ヴォーン・モンローと仕事をした。第二次世界大戦中にはアメリカ陸軍に従事し、その後、チャーリー・スピヴァクやウディ・ハーマンと共演した。次いで、ジョージー・オールド、フリップ・フィリップス、チャビー・ジャクソン、ニール・ヘフティ、スタン・ゲッツ、エリオット・ローレンス、セルダン・パウエル、チャーリー・パーカーと仕事をした。また、ラジオやテレビにおいて頻繁に働いていた。彼が1955年にRoost Recordsからリリースした『ロング・アイランド組曲』では、J・J・ジョンソンとカイ・ウィンディングのトロンボーン、デイヴ・シルドクラウトのサックスをフィーチャーしている。

## ディスコグラフィ

### リーダー・アルバム
- 『ロング・アイランド組曲』 - Long Island Suite (1955年、Roost)

### 参加アルバム
スタン・ゲッツ
- 『スタン・ゲッツ・カルテッツ』 - Stan Getz Quartets (1955年、Prestige) ※1949年-1950年録音

チャーリー・パーカー
- Big Band (1954年、Clef)

ジャック・スターリング・クインテット
- Cocktail Swing (1959年、Harmony-Columbia)[3]